# Liste des chaînes de télévision en Biélorussie
Pour les autres articles nationaux ou selon les autres juridictions, voir Liste des chaînes de télévision par pays.
Cet article présente une liste non exhaustive de chaînes de télévision en Biélorussie.

## Chaînes de télévision généralistes
| Chaîne                      | Logo | Propriétaire                                                            | Date de création | Format          | Heures de diffusion |
| --------------------------- | ---- | ----------------------------------------------------------------------- | ---------------- | --------------- | ------------------- |
| Belarus 1 (Беларусь 1)      |      | Compagnie de télévision et de radio biélorusse                          | 1er janvier 1956 | 16:9 HD (1080i) | 6 h 00 — 2 h 00     |
| Belarus 2 (Беларусь 2)      |      | Compagnie de télévision et de radio biélorusse                          | 18 octobre 2003  | 16:9 HD (1080i) | 7 h 00 — 1 h 00     |
| Belarus 3 (ru) (Беларусь 3) |      | Compagnie de télévision et de radio biélorusse                          | 8 février 2013   | 16:9 HD (1080i) | 8 h 00 — 1 h 00     |
| ONT (ru) (ОНТ)              |      | Deuxième chaîne de télévision nationale (Второй национальный телеканал) | 25 juin 2002     | 16:9 SD (576i)  | 6 h 00 — 2 h 00     |
| CTV (ru) (СТВ)              |      | Télévision de capitale (Столичное Телевидение)                          | 1er janvier 2001 | 16:9 SD (576i)  | 6 h 00 — 3 h 00     |
| РТР-Беларусь (ru)           |      | Télévision de capitale (Столичное Телевидение)                          | 1er juillet 2008 | 16:9 SD (576i)  | 7 h 00 — 2 h 00     |
| НТВ-Беларусь (ru)           |      | Compagnie de télévision et de radio biélorusse                          | 4 juillet 2006   | 16:9 SD (576i)  | 6 h 00 — 1 h 30     |

## Chaînes de télévision thématiques
| Chaîne                              | Logo | Propriétaire                                                        | Date de création | Format          | Heures de diffusion |
| ----------------------------------- | ---- | ------------------------------------------------------------------- | ---------------- | --------------- | ------------------- |
| Belarus 4 (ru) (Беларусь 4)         |      | Compagnie de télévision et de radio biélorusse                      | 8 septembre 2015 | 16:9 HD (1080i) | 8 h 00 — 1 h 00     |
| Belarus 5 (ru) (Беларусь 5)         |      | Compagnie de télévision et de radio biélorusse                      | 21 octobre 2013  | 16:9 HD (1080i) | 8 h 00 — 1 h 00     |
| Belarus 24 (Беларусь 24)            |      | Compagnie de télévision et de radio biélorusse                      | 1er février 2005 | 16:9 HD (1080i) | 5 h 45 — 3 h 00     |
| VTV (ru) (ВТВ)                      |      | Dobrovidenie (добровидение)                                         | 4 juillet 2006   | 16:9 HD (1080i) | en continu          |
| TV-3 (ТВ-3)                         |      | Comité éditorial du programme TV-3 («Редакция Телепрограммы «ТВ-3») | 1er janvier 2013 | 4:3/16:9 SD     | en continu          |
| Huitième Chaîne (ru) (Восьмы канал) |      | VGTRK                                                               | 3 octobre 1996   | 16:9 HD (1080i) | 7 h 00 — 0 h 00     |

## Autre chaîne
- Bielsat TV (Белсат TV) (créée en 2007, diffuse depuis la Pologne)